# Eccellenza Basilicata 1996-1997
Il campionato italiano di calcio di Eccellenza regionale 1996-1997 è stato il sesto organizzato in Italia. Rappresenta il sesto livello del calcio italiano. Questo è il campionato regionale della regione Basilicata.

## Stagione

### Novità
Dal campionato di Eccellenza Basilicata 1995-1996 era stato promosso nel Campionato Nazionale Dilettanti lo Sporting Villa d'Agri, mentre la Bellese, il Moliterno e il Lagopesole erano stati retrocessi nel campionato di Promozione Basilicata. Dal campionato di Promozione Basilicata 1995-1996 erano stati promossi in Eccellenza il Policoro, l'Angelo Cristofaro e lo Sporting Potenza, classificatisi nelle prime tre posizioni, e il Tito, vincitore dello spareggio promozione. Dal Campionato Nazionale Dilettanti 1995-1996 nessuna squadra lucana era stata retrocessa.

### Formula
Le 16 squadre partecipanti disputano un girone all'italiana con partite di andata e ritorno per un totale di 30 giornate. La prima classificata viene promossa nel Campionato Nazionale Dilettanti. La squadra seconda classificata viene ammessa agli spareggi nazionali per la promozione nel Campionato Nazionale Dilettanti. Le ultime tre classificate vengono retrocesse direttamente nel campionato di Promozione.

## Squadre partecipanti
| Squadra                | Città (provincia)           | Stagione 1995-1996           |
| ---------------------- | --------------------------- | ---------------------------- |
| A.S. Angelo Cristofaro | Oppido Lucano (PZ)          | 2º in Promozione Basilicata  |
| N.U.S. Avigliano       | Avigliano (PZ)              | 5º in Eccellenza Basilicata  |
| U.S. Castelluccio      | Castelluccio Inferiore (PZ) | 10º in Eccellenza Basilicata |
| Ferrandina Calcio      | Ferrandina (MT)             | 2º in Eccellenza Basilicata  |
| F.C. Francavilla       | Francavilla in Sinni (PZ)   | 7º in Eccellenza Basilicata  |
| S.C. Horatiana Venosa  | Venosa (PZ)                 | 8º in Eccellenza Basilicata  |
| A.C. Lagonegro         | Lagonegro (PZ)              | 9º in Eccellenza Basilicata  |
| A.C. Lauria            | Lauria (PZ)                 | 13º in Eccellenza Basilicata |
| F.C. Maratea           | Maratea (PZ)                | 6º in Eccellenza Basilicata  |
| A.S. Murese            | Muro Lucano (PZ)            | 12º in Eccellenza Basilicata |
| U.S. Pescopagano       | Pescopagano (PZ)            | 4º in Eccellenza Basilicata  |
| Policoro S.C.          | Policoro (MT)               | 1º in Promozione Basilicata  |
| Sporting Potenza       | Potenza                     | 3º in Promozione Basilicata  |
| S.C. Tito              | Tito (PZ)                   | 4º in Promozione Basilicata  |
| A.S. Tolve             | Tolve (PZ)                  | 11º in Eccellenza Basilicata |
| C.S. Vultur            | Rionero in Vulture (PZ)     | 3º in Eccellenza Basilicata  |

## Classifica finale
|  | Pos. | Squadra           | Pt | G  | V  | N  | P  | GF | GS  | DR  |
|  | ---- | ----------------- | -- | -- | -- | -- | -- | -- | --- | --- |
|  | 1.   | Lagonegro         | 65 | 30 | 20 | 5  | 5  | 68 | 18  | +50 |
|  | 2.   | Vultur Rionero    | 62 | 30 | 18 | 7  | 5  | 47 | 15  | +32 |
|  | 3.   | Maratea (-1)      | 61 | 30 | 19 | 5  | 6  | 57 | 21  | +36 |
|  | 4.   | Policoro          | 59 | 30 | 16 | 11 | 3  | 52 | 20  | +32 |
|  | 5.   | Pescopagano       | 55 | 30 | 17 | 6  | 7  | 48 | 22  | +26 |
|  | 6.   | Angelo Cristofaro | 52 | 30 | 16 | 4  | 10 | 61 | 40  | +21 |
|  | 7.   | Sporting Potenza  | 48 | 30 | 13 | 9  | 8  | 49 | 29  | +20 |
|  | 8.   | Ferrandina        | 47 | 30 | 14 | 5  | 11 | 54 | 35  | +19 |
|  | 9.   | Lauria            | 44 | 30 | 13 | 5  | 12 | 42 | 35  | +7  |
|  | 10.  | Tito              | 42 | 30 | 12 | 6  | 12 | 53 | 54  | -1  |
|  | 11.  | Horatiana Venosa  | 41 | 30 | 8  | 15 | 7  | 34 | 31  | +3  |
|  | 12.  | FC Francavilla    | 37 | 30 | 11 | 5  | 14 | 40 | 45  | -5  |
|  | 13.  | Murese            | 30 | 30 | 7  | 9  | 14 | 42 | 50  | -8  |
|  | 14.  | Tolve             | 15 | 30 | 3  | 6  | 21 | 28 | 76  | -48 |
|  | 15.  | Avigliano (-1)    | 4  | 30 | 1  | 2  | 27 | 20 | 109 | -89 |
|  | 16.  | Castelluccio (-2) | 4  | 30 | 2  | 0  | 28 | 17 | 112 | -95 |

Legenda:
      Promossa nel Campionato Nazionale Dilettanti 1997-1998
      Ammessa ai play-off nazionali
      Retrocessa in Promozione 1997-1998
Note:
Tre punti a vittoria, uno a pareggio, zero a sconfitta.
Il Castelluccio ha scontato 2 punti di penalizzazione.
Il Maratea e l'Avigliano hanno scontato 1 punto di penalizzazione.